# 172. østlige længdekreds
Den 172. østlige længdekreds (eller 172 grader østlig længde) er en længdekreds, der ligger 172 grader øst for nulmeridianen. Den løber gennem Ishavet, Asien, Stillehavet, det Sydlige Ishav og Antarktis.